# Bede
Die Bede, auch Beede und Bethe (mittelhochdeutsch und niederdeutsch bëte „Bitte, Gebet; Befehl, Gebot“) ist im engeren Sinn eine erbetene, freiwillig geleistete Abgabe an den Grundherrn, aus der sich mitunter eine regelmäßig erhobene, auch landesherrliche Steuer entwickelte. Im weiteren Sinn steht Bede auch im Zusammenhang mit Geldern für kirchliche Zwecke.

## Geschichte und Charakter
Ab dem 13. Jahrhundert war die Bede eine in allen deutschen Territorien übliche direkte Steuer, die der Landesherr vom bäuerlichen und bürgerlichen Grundbesitz erhob. Sie war eine durch den Fürsten von seinen Landständen (Geistlichkeit, Ritterschaft, Städte) zunächst erbetene, bald aber geforderte ordentliche Steuer. Die Ritterschaft und teilweise auch die Geistlichkeit waren von der Bede befreit, und die Städte zahlten im Allgemeinen weniger als das Land. Die Reichsstädte zahlten eine Bede (precaria imperii) an den Kaiser. „Während im Westen und Süden die Bede in der Hand der Landesherren blieb und erst im 19. Jahrhundert abgeschafft wurde, geriet sie im Osten vielfach in die Hand der Grundherren und Städte ...“

## Auf dem Land
Auf dem Land wurde die Bede neben anderen ertragsabhängigen Abgabe- und Steuerformen erhoben. Sie wurde direkt vom Grundbesitz abgeleitet und nicht in Naturalien, sondern in Geld bemessen.

## Beispiele
Im Jahre 1375 wurden im Teltower Land (Mark Brandenburg) z. B. fünf Schillinge als Bede je Hufe erhoben. Als Vergleich dazu die anderen, zusätzlichen Abgaben (ebenfalls je Hufe):
- Lichtenrade: als Kirchenzehnt neun Scheffel Roggen, drei Scheffel Gerste und einen Scheffel Hafer; dazu als Zins zwei Schillinge.[5]
- Diedersdorf: neun Scheffel Roggen und neun Scheffel Gerste als Pacht sowie zwei Schillinge Zins.[6]

## In den Städten
In den Städten stand die Bede zunächst dem Stadtherrn zu, und unmittelbarer Steuerschuldner war anfangs der einzelne Bürger. Die Städte erreichten jedoch die Festschreibung der Bede in einer pauschalierten Summe und die Anerkennung der Kommune als Schuldner. Die Steuerhoheit lag nun bei der Stadt. Die Bede, zuerst eine Grund- und Gebäudesteuer, wandelte sich in den Städten in eine Vermögenssteuer. Der Bürger hatte oft das Recht der Selbsteinschätzung und der unter Eid vorgenommenen Deklaration. In seinem Steuereid verpflichtete er sich, jeden ihm bekannten unehrlichen Mitbürger anzuzeigen. Die Gemeinde besaß außerdem das Recht, ein Vermögen zu dem vom Steuerpflichtigen erklärten Schätzungswert anzukaufen. Für die Bürger hatte die Bede den Charakter einer innerstädtischen Umlage, während die Steuerpflicht der Kommune gegenüber dem Stadtherrn durch Ablösung, Geldentwertung oder sonstige Umstände allmählich gegenstandslos wurde.

## Gegenwart
Der Begriff der Bede ist aus dem täglichen Gebrauch verschwunden. Die Steuer hatte sich mit Ende des Feudalismus erübrigt bzw. wurde durch moderne Formen ersetzt und der sprachliche Begriff kam aus dem Gebrauch. Aktuell wird das Wort in der Schreibweise Beede noch von evangelisch-lutherischen Kirchengemeinden in Hamburg für ihre Finanzausschüsse benutzt.